# Berger Dorfstraße 46 (Mönchengladbach)

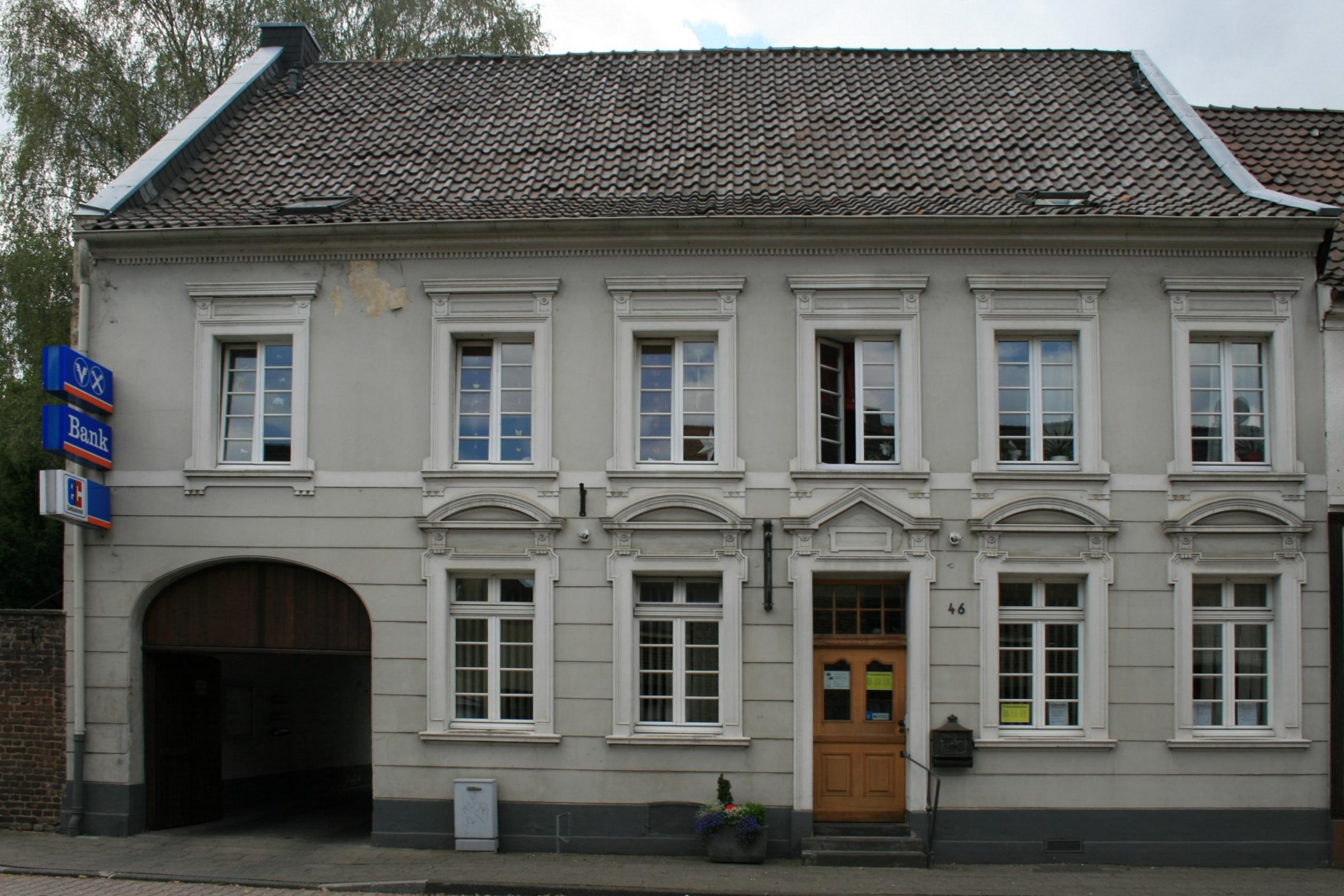
Wohnhaus (2010)

Das Wohnhaus Berger Dorfstraße 46 steht im Stadtteil Wickrathberg in Mönchengladbach (Nordrhein-Westfalen).
Das Haus wurde im 18. Jahrhundert erbaut. Es ist unter Nr. B 038 am 14. Oktober 1986 in die Denkmalliste der Stadt Mönchengladbach eingetragen worden.

## Architektur
Das Wohnhaus ist ein zweigeschossiges Traufenhaus von sechs Achsen aus Backstein. Ursprünglich diente das Haus als Rektoratsgebäude der 1886 aufgelösten Lateinschule. Das Haus hat ein Satteldach und eine linksseitige Toreinfahrt. Die Toreinfahrt überspannt ein Korbbogen.